# 莫斯科州
莫斯科州（羅馬化：Moskovskaya oblast）位於俄羅斯首都莫斯科周圍，是俄羅斯聯邦主體之一，屬中央聯邦管區。成立於1929年1月14日，无官方行政中心。面積45,799平方公里，人口6,618,538（2002年）。
莫斯科州位于东欧平原的中心，伏尔加河、奥卡河、克利亚济马河和莫斯科河流经此州。西北临特维尔州、东北临弗拉基米尔州、东南接梁赞州、南倚图拉州、西南与卡卢加州接壤，西北与斯摩棱斯克州相接，与雅罗斯拉夫尔州也存在较短的边界。莫斯科市被其环抱在内。
该州行政区域由14个地区，44个城市、2个类城市定居点和5个保密行政区构成。
莫斯科州的州名来自于被其环绕的莫斯科市。然而，莫斯科市是俄罗斯联邦的独立行政主体，莫斯科州原政府办公地和莫斯科直辖市的政府行政中心及政府办公地均位于莫斯科市。2007年，莫斯科州的大部分行政部门，已经被迁往位于距离莫斯科环城公路350米远的克拉斯诺戈尔斯克的新政府办公大楼内。

## 自然地理

### 区位
莫斯科州位于东欧平原的中心，伏尔加河、奥卡河、克利亚济马河和莫斯科河贯穿境内。莫斯科州属于中央联邦管区，西北临特维尔州、东北临弗拉基米尔州、东南接梁赞州、南倚图拉州、西南与卡卢加州接壤，西北与斯摩棱斯克州相接，与雅罗斯拉夫尔州也存在较短的边界。莫斯科市被其环抱在内。南边长310公里，东西长340公里。

### 地形
莫斯科州位于东欧平原的中部，绝大部分地区地势平坦，该州西部属于连绵的丘陵（最高海拔160米），而东部属于广袤无垠的平原低地。
像所有的丘陵一样，莫斯科州西部的丘陵的地下由花岗岩沉、片麻岩和积岩构成了其基础的地质结构。作为太古代和元古代的花岗岩和片麻岩的结晶基底的一部分，沉积盖层包括古生代、中生代和新生代的时代沉积，在莫斯科州的中心地带形成了下凹了2-3千米的向斜岩层。该嵌段特征结晶基底所确定的沉积盖层的结构：形成于原位拗拉槽的里菲凹陷，少数对应鞍部（存在于图木斯基-沙图尔斯基突起的东部区域，其中的鞍部深度超过1公里）和岩层地堑波谷结晶基底（1,000米），最深位于莫斯科州东北部谢尔吉耶夫镇区最南端的谢列布里亚内耶普鲁德，深度4200米。
从西南到东北，莫斯科冰原横贯州内。北部遍布冰蚀凸起山脊，而南部则是冰蚀缓坡。现在莫斯科州的地形主要由冰川侵蚀作用形成的，其余的外蚀地质作用（岩溶、滑坡、风成）是次要的。
几乎整个莫斯科州西北部的高地都拥有明显的冰蚀河谷，位于克林-德米特罗夫垄岗的德米特罗夫山脊的平均高度大约300米，是全州平均高度最高的地方。而制高点位于莫扎伊斯克区的沙普基诺村，最高海拔310米。莫斯科丘陵的北坡比南部的山坡陡峭，还有许多冰蚀湖（涅尔斯科耶湖、克鲁格洛耶湖、多尔戈耶湖）。

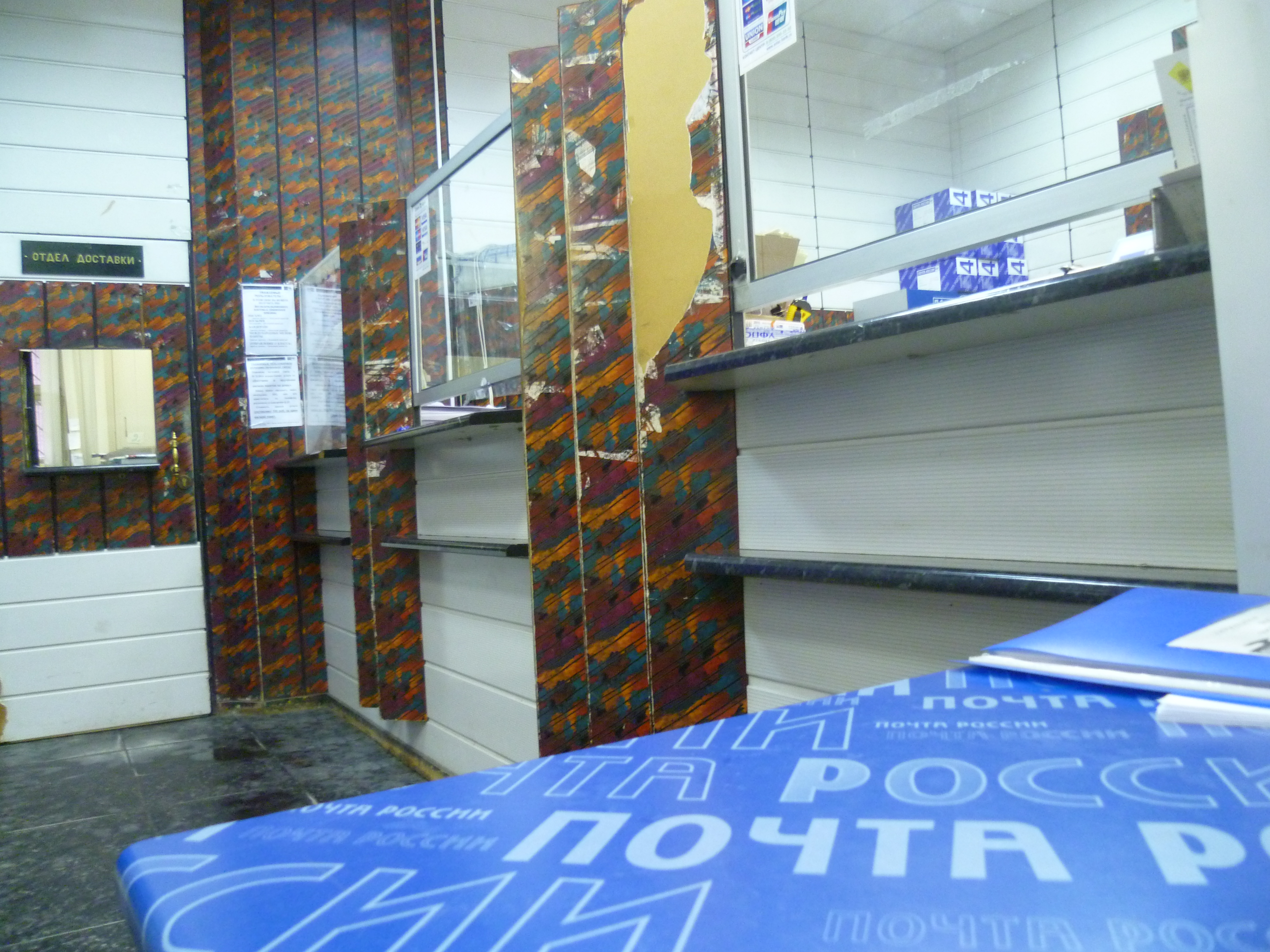
州立郵局
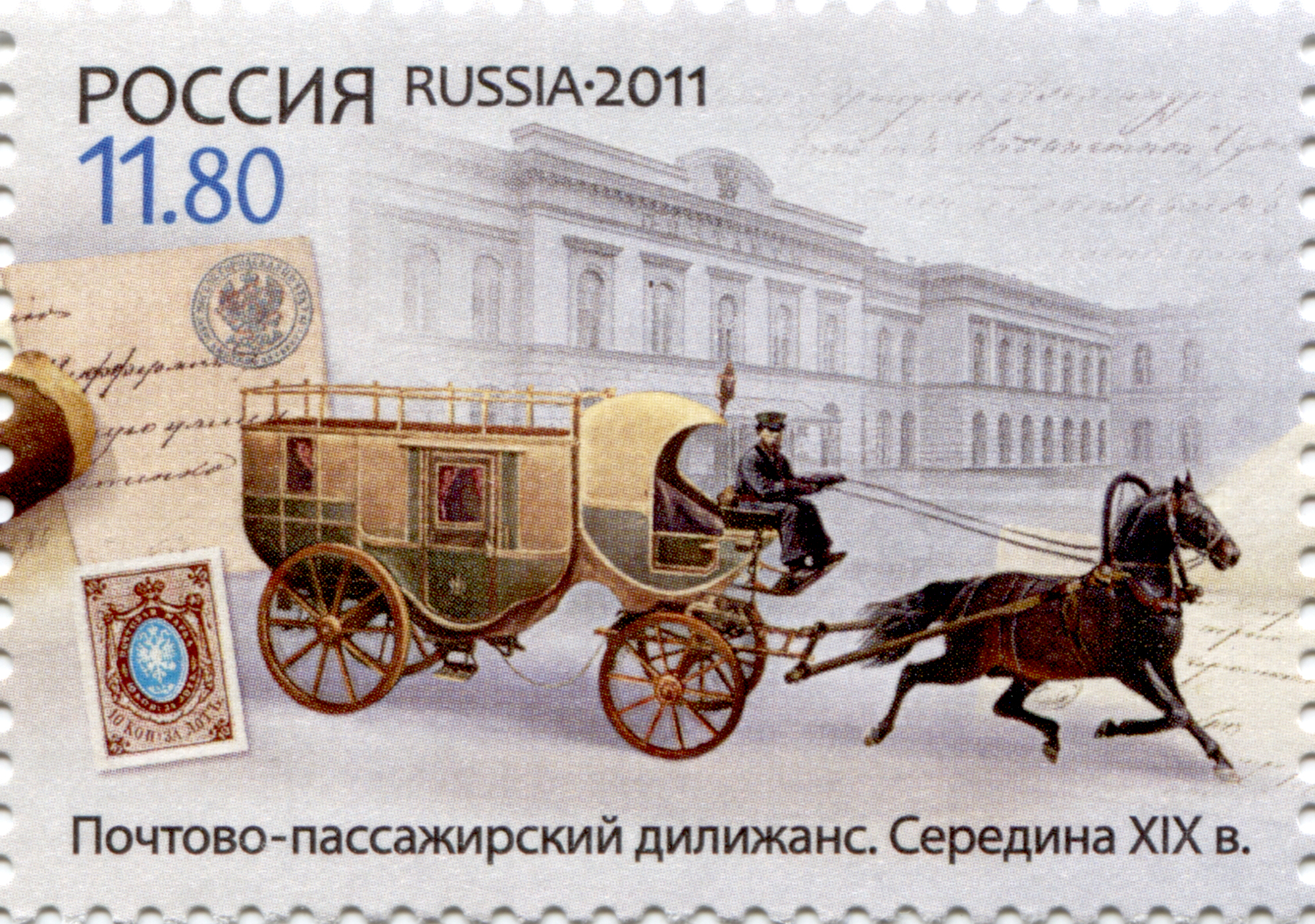
莫斯科州郵票
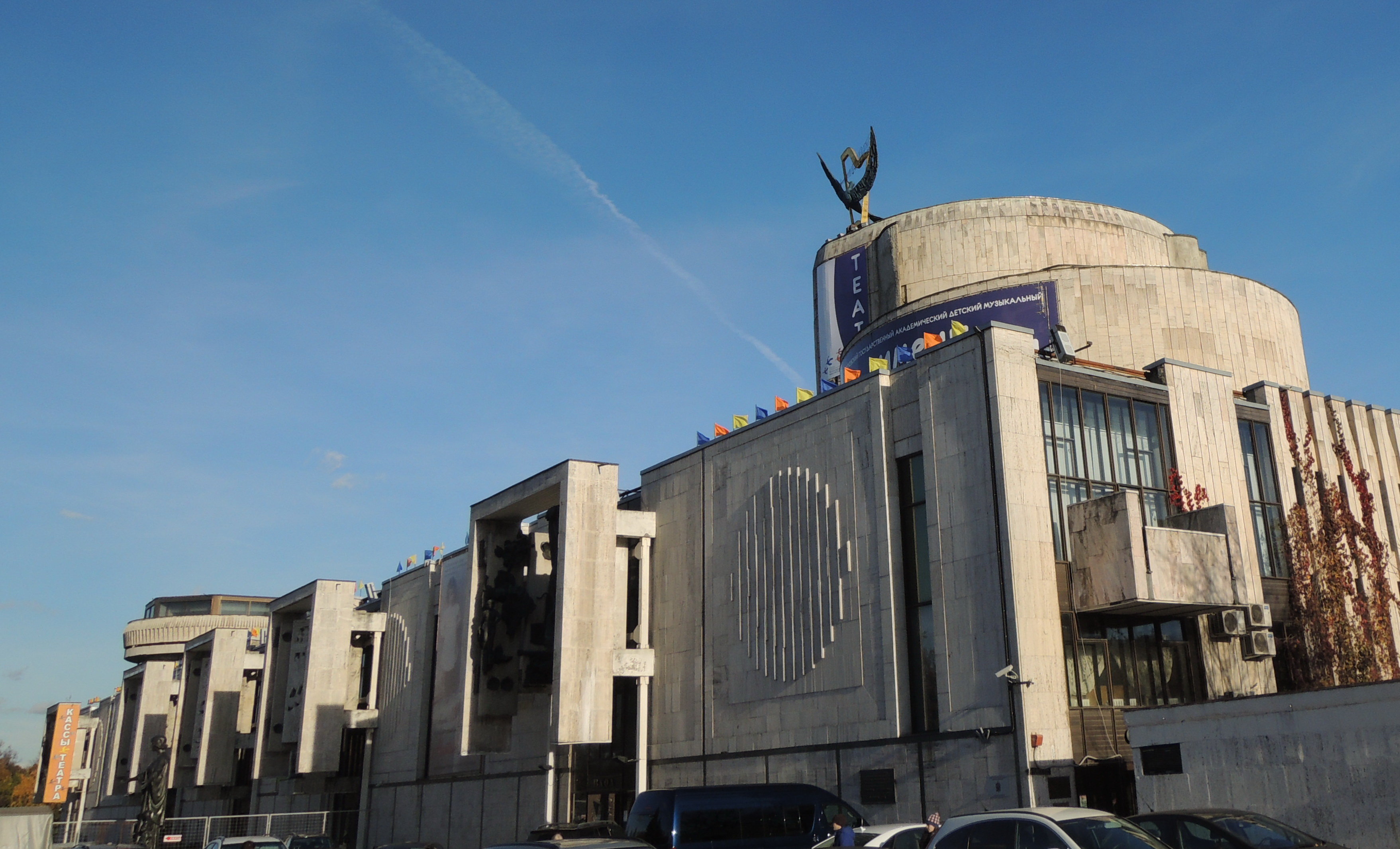
Natalia Satz 戲曲中心
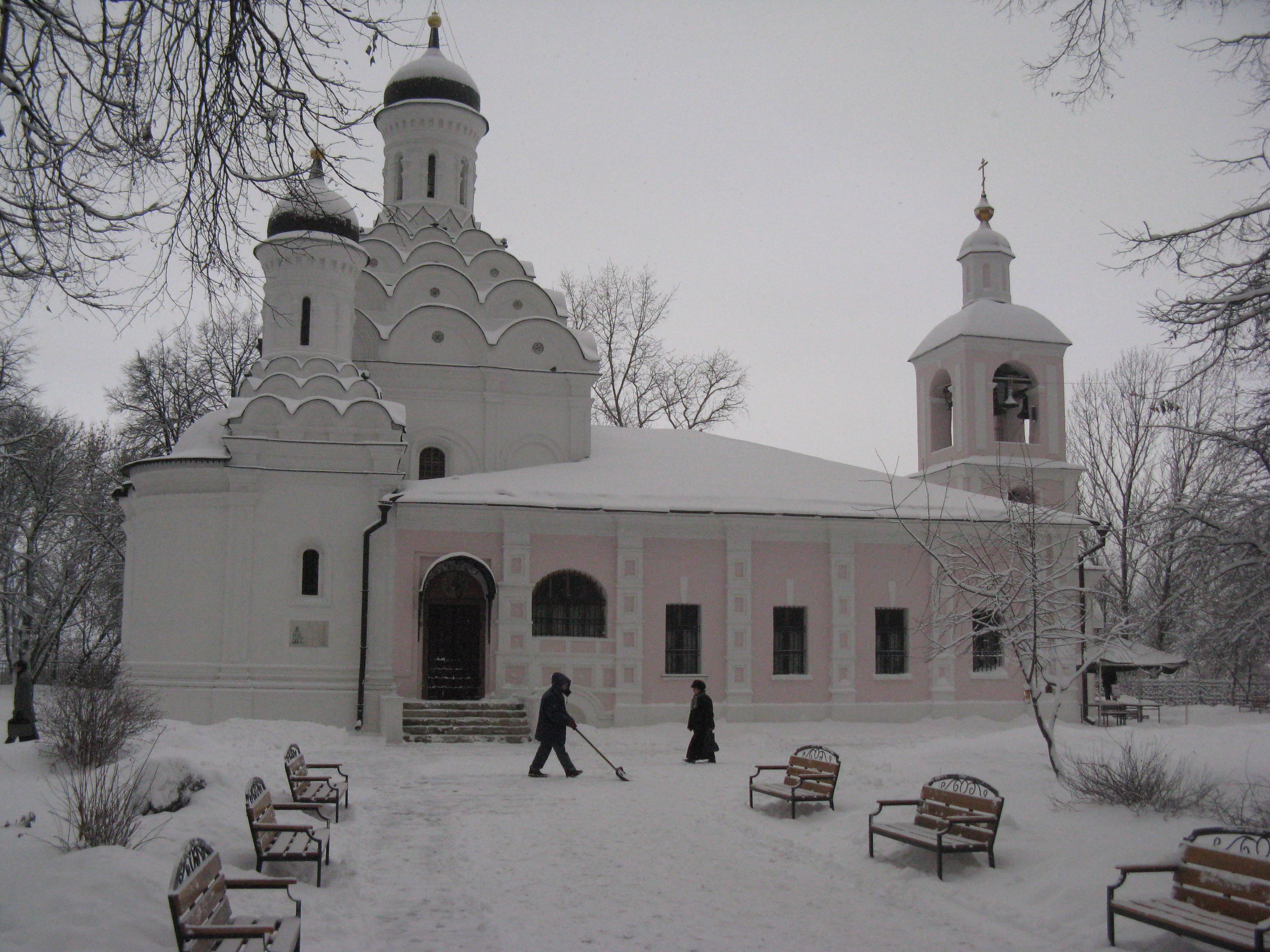
莫斯科州冬季

## 著名公民
弗拉基米尔·谢尔盖耶维奇·格鲁兹杰夫 - 法学博士、商人和公务员、阿尤尔委员会主席